# Jeffery Deaver
Jeffery Deaver, född 6 maj 1950 i Glen Ellyn, Illinois, är en amerikansk deckarförfattare. Mest känd har han blivit för sin pågående romansvit om den förlamade kriminalteknikern Lincoln Rhyme.

## Biografi
Deaver föddes i Illinois. Hans syster är författaren Julie Reece Deaver. Han studerade vid University of Missouri, försörjde sig som journalist under en period men avlade senare en juristexamen vid Fordham University i New York. Han började arbeta som advokat, men hade skrivit böcker ända sedan 11-årsåldern.
Under flera år turnerade Deaver som folksångare. Han har även gästskådespelat i såpoperan As the world turns, i juli 2003, efter att han avslöjat i en intervju att han följde serien.
Han bor i Virginia och Kalifornien, men har bott i New York i över 20 år.

## Författarskap
Jeffery Deaver första utgivna böcker var Voodoo och Always A Thief, publicerade av det lilla förlaget Paperjacks, som numera är nerlagt. Men han övergav snabbt den övernaturliga genren i Voodoo och koncentrerade sig på samma typ av intrigdrivna berättelser som konststöldromanen Always a Thief. 1990 övergav dock Deaver arbetet för att bli författare på heltid.
Deaver inledde sin karriär som författare med två romansviter, trilogin om den kvinnliga aspirerande filmaren Rune och de tre böckerna om platsletaren John Pellam. Med början 1992 övergick han dock till att skriva fristående romaner, alla inom deckar/thrillergenren och ofta med en eller flera vändningar i slutet. Hans böcker blev ganska snart uppmärksammade. 1997 blev hans bok Tyst gisslan (A Maiden's Grave) film, då som Dead Silence med bland andra James Garner och Marlee Matlin.
1997 kom också hans första bok om Lincoln Rhyme, en av USA:s bästa kriminaltekniker som under en brottsplatsundersökning blivit närmast totalförlamad. Han återvänder dock till tjänst för att stoppa en seriemördare och blir kompanjon med den kvinnliga polisen Amelia Sachs. De två har senare återkommit i åtta ytterligare romaner, medverkat i två ytterligare samt i två noveller (i novellsamlingar 2003 och 2006).
Sedan 2007 har Deaver övergått från att skriva en Rhyme-roman varje eller vartannat år, och en fristående roman vartannat år, till att skriva om kroppspråksexperten Kathryn Dance udda år och Rhyme jämna år.  2010 meddelades att Jeffery Deaver kommer att skriva åtminstone en bok om James Bond, den sjunde officielle författaren efter Bonds skapare Ian Fleming, Kingsley Amis (under pseudonymen Robert Markham), John Gardner, Raymond Benson, Sebastian Faulks och Charlie Higson.
Deaver ägnar omkring åtta månader om året till att göra ett långt synopsis till sina böcker innan han börjar skriva dem.

## Filmer
Trots att böckerna om Lincoln Rhyme, och hans flickvän/partner Amelia Sachs har blivit en succé är bara en av dem filmatiserad, I samlarens spår 1999 med Denzel Washington som Rhyme och Angelina Jolie som hans partner (omdöpt till Amelia Donaghy).

## Priser och utmärkelser
- The Short Story Dagger 2004 för The Weekender
- The Ian Fleming Steel Dagger 2004 för Garden Of Beasts